# Karel van den Brandeler
Jonkheer Karel John van den Brandeler (Den Haag, 13 maart 1888 - Loenen, 11 december 1948) was een Nederlandse vijfkamper en schermer. Hij nam deel aan de Olympische Spelen van 1924 en de  Olympische Spelen van 1928.